# Ohra (Fluss)
Die Ohra ist ein 20 Kilometer langer Fluss in Thüringen. Das Quellgebiet mit dem  Kernwasser und dem Silbergraben liegt westlich von Oberhof am Rande eines Hochmoores.
Am Fuß des Böhlers vereinen sich beide Quellbäche und heißen ab dort Ohra. Der Flussname Ohra wird 1378 erstmals in der Schreibweise ora überliefert. 1512 heißt er Ohra, 1580 Uhra, 1642 Uhre. In Stutzhaus hieß die Ohra auch Wilder Graben. Der Flussname könnte mit dem altenglischen Wort ēar „Woge, Meer“ und altnordisch aurr „Schlamm, feuchte Erde“ in Zusammenhang stehen.
Der Fluss besaß bereits im Mittelalter enorme Bedeutung. Er war herrschaftliches Fischwasser, diente zum Antrieb von Mühlen, Pochwerken, Kupfer- und  Eisenhämmern. In Ohrdruf benutzten ihn die Lohgerber bei der Lederherstellung. Ab 1639 wurde die Holzflößerei auf der Ohra und Apfelstädt begründet. Das Holz wurde nach Erfurt verfrachtet.
Eine Steinbrücke stürzte am 15. Dezember 1856 in den Fluss.
Das verhältnismäßig weiche, weil kalkarme Wasser der Ohra war für den Betrieb von Dampfmaschinen und -lokomotiven vorzüglich geeignet, daher wurde seitens der Reichsbahn der Bau einer Talsperre angefragt. Die südlich von Luisenthal gelegene Ohra-Talsperre wurde jedoch erst 1957 erbaut.